# Europeiska inomhusmästerskapen i friidrott 1970
Europeiska inomhusmästerskapen i friidrott 1970 genomfördes 1970 i Wien, Österrike. Tävlingarna var de första europeiska inomhusmästerskapen. Åren 1966 till 1969 gick tävlingarna under beteckningen Europeiska inomhusspelen.

## Medaljörer, resultat

### Herrar
60 m
- 1 Valerij Borzov, Sovjetunionen – 6,6
- 2 Zenon Novosz, Polen – 6,7
- 3 Jarkko Tapola, Finland – 6,7

400 m
- 1 Aleksandr Bratjikov, Sovjetunionen – 46,8
- 2 Andrzej Badenski, Polen  – 46,9
- 3 Jurij Zorin, Sovjetunionen   – 48,4

800 m
- 1 Jevgenij Arzjanov, Sovjetunionen – 1.51,0
- 2 Juan Borroz, Spanien  – 1.51,0
- 3 Jože Medjimurec, Jugoslavien – 1.51,9

1 500 m
- 1 Henryk Szordykowski, Polen – 3.48,8
- 2 Frank Murphy, Irland  – 3.49,0
- 3 Vladimir Pantelej, Sovjetunionen – 3.49,8

3 000 m
- 1 Ricky Wilde, Storbritannien  - 7.46,8
- 2 Harald Norpoth, Västtyskland – 7.49,5
- 3 Javier Álvarez Salgado, Spanien – 7.52,4

60 m häck
- 1 Günther Nickel, Västtyskland – 7,8
- 2 Frank Siebeck, Östtyskland – 7,8
- 3 Guy Drut, Frankrike – 7,8

4 x 400 m
- 1 Sovjetunionen – 3.05,9
- 2 Polen – 3.07,5
- 3 Västtyskland – 3.10,7

Stafett medley
- 1 Sovjetunionen – 6.18,0
- 2 Polen – 6.18,8
- 3 Västtyskland – 6.19,6

Höjdhopp
- 1 Valentin Gavrilov, Sovjetunionen – 2,20
- 2 Gerd Dührkop, Östtyskland – 2,17
- 3 Serban Ioan, Rumänien – 2,17

Längdhopp
- 1 Tönu Lepik, Sovjetunionen – 8,05
- 2 Klaus Beer, Östtyskland – 7,99
- 3 Rafael Blanquer, Spanien – 7,92

Stavhopp
- 1 François Tracanelli, Frankrike – 5,30
- 2 Kjell Isaksson, Sverige – 5,25
- 3 Wolfgang Nordwig, Östtyskland – 5,20

Trestegshopp
- 1 Viktor Sanjejev, Sovjetunionen – 16,95
- 2 Jörg Drehmel. Östtyskland – 16,74
- 3 Serban Cibohina, Rumänien – 16,47

Kulstötning
- 1 Hartmut Briesenick, Östtyskland – 20,22
- 2 Heinz-Joachim Rothenburg, Östtyskland – 19,70
- 3 Pierre Colnard, Frankrike – 18,96

### Damer
60 m
- 1 Renate Meissner, Östtyskland – 7,4
- 2 Sylviane Telliez, Frankrike – 7,5
- 3 Wilma van den Berg, Nederländerna – 7,5

400 m
- 1 Marilyn Neufville, Storbritannien – 53,0
- 2 Christel Frese, Västtyskland – 53,1
- 3 Colette Besson, Frankrike – 53,6

800 m
- 1 Maria Sykora, Österrike – 2.07,0
- 2 Ljudmila Bragina, Sovjetunionen – 2.07,5
- 3 Zofia Kolakowska, Polen – 2.07,6

60 m häck
- 1 Karin Balzer, Östtyskland – 8,2
- 2 Lija Chitrina, Sovjetunionen – 8,2
- 3 Teresa Sukniewicz, Polen – 8,5

4 x 200 m
- 1 Sovjetunionen  – 1.35,7
- 2 Västtyskland – 1.37,6
- 3 Österrike  – 1.40,8

Höjdhopp
- 1 Ilona Gusenbauer, Österrike  – 1,88
- 2 Cornelia Popescu, Rumänien – 1,82
- 3 Rita Schmidt, Östtyskland  – 1,82

Längdhopp
- 1 Viorica Viscopoleanu, Rumänien  – 6,56
- 2 Heide Rosendahl, Västtyskland – 6,55
- 3 Miroslawa Sarna, Polen  – 6,54

Kulstötning
- 1 Nadezjda Tjisjova, Sovjetunionen  – 18,80
- 2 Hannelore Friedel, Östtyskland – 18,30
- 3 Marita Lange, Östtyskland  – 18,09

## Medaljfördelning
| Medaljfördelning |                 |      |        |       |        |
| Plats            | Land            | Guld | Silver | Brons | Totalt |
| 1                | Östtyskland     | 7    | 1      | 4     | 12     |
| 2                | Polen           | 4    | 4      | 0     | 8      |
| 3                | Sovjetunionen   | 4    | 2      | 3     | 9      |
| 4                | Storbritannien  | 2    | 2      | 4     | 8      |
| 5                | Västtyskland    | 2    | 2      | 3     | 7      |
| 6                | Frankrike       | 2    | 1      | 0     | 3      |
| 7                | Belgien         | 1    | 0      | 0     | 1      |
|                  | Ungern          | 1    | 0      | 0     | 1      |
|                  | Bulgarien       | 1    | 0      | 0     | 1      |
| 10               | Spanien         | 0    | 1      | 1     | 2      |
|                  | Schweiz         | 0    | 1      | 1     | 2      |
| 12               | Norge           | 0    | 1      | 0     | 1      |
|                  | Jugoslavien     | 0    | 1      | 0     | 1      |
| 14               | Rumänien        | 0    | 0      | 3     | 3      |
| 15               | Irland          | 0    | 0      | 1     | 1      |
|                  | Tjeckoslovakien | 0    | 0      | 1     | 1      |